# Ager publicus
Ager publicus (po łacinie ziemia publiczna) – publiczne grunty w starożytnym Rzymie, którymi zarządzało państwo.
Według tradycji twórcą ager publicus był Romulus, który przydzielił obywatelom Rzymu działki po 2 jugera (jednostka obszaru odpowiadająca późniejszej mordze), zaś resztę terenów przeznaczył do uprawy kolektywnej. Na ager publicus składały się ziemie zdobyte na nieprzyjacielu, zabrane zbuntowanym sprzymierzeńcom i "ziemie niczyje". Sporą ich część odebrano np. italskim miastom, które poparły Hannibala (zobacz: wojny punickie).
Każdy obywatel mógł użytkować 500 jugerów (około 125 hektarów) ziemi publicznej, ale w drugiej połowie II wieku p.n.e. wielu bogatych właścicieli ziemskich zajmowało wielokrotnie więcej, podczas gdy ogromne rzesze ubogich obywateli pozbawione były ziemi w ogóle. Tę wywołującą poważne napięcia społeczne sytuację miały zakończyć reformy Grakchów (rozpoczęte w 133 roku p.n.e.).
Juliusz Cezar przeprowadził na terenie Kampanii dwie ustawy agrarne w 59 roku p.n.e.